# Macerata
Macerata ist eine italienische Gemeinde und die Hauptstadt der gleichnamigen Provinz Macerata in den Marken. Macerata hat 40.538 Einwohner (Stand 31. Dezember 2023) und liegt auf einem Hügel zwischen den Flüssen Chienti und Potenza.

## Geschichte
Macerata ist eine mittelalterliche Stadt, die aus der Verschmelzung der beiden Orte Castrum Maceratae (bürgerliches Zentrum) und Podium Sancti Juliani (kirchliches Zentrum) entstanden ist. 1138 vereinigten sich die beiden Siedlungsteile und wurden zu einer freien Kommune. Die Stadt gehörte von 1532 bis 1808 und dann wieder von 1814 bis 1860 zum Kirchenstaat, zwischenzeitlich zum napoleonischen Königreich Italien.
Nachdem es in Macerata am 29. Januar 2018 zu einem Mord an einer Frau aus dem lokalen Drogenmilieu gekommen war, bei dem der Haupttatverdächtigte ein Migrant aus Nigeria war, kam es am 3. Februar 2018 in der Innenstadt zu einem rassistisch motivierten Anschlag auf Menschen aus Mali, Ghana, Nigeria und Gambia durch   den italienischen Rechtsextremist Luca Traini. Sechs Personen wurden dabei verletzt, alle Opfer überlebten.

## Sehenswürdigkeiten
Die auf einem Höhenrücken gelegene Stadt mit Ausblicken auf die Umgebung bietet zahlreiche Sehenswürdigkeiten wie Stadtpaläste, eine Universität (gegründet 1540) und eine Opernfreilichtbühne, das Sferisterio aus dem 19. Jahrhundert, das bis zu 4500 Plätze bietet.
Der Hauptplatz Piazza della Libertà wurde 1581 gebaut. Hier befinden sich die Loge, der Uhrturm, das Rathaus, die Kirche San Paolo, das Theater, die Universität und die Präfektur. Die Loge im Stil der Renaissance hat Marmorsäulen mit eleganten Kapitellen. Der 65 m hohe Uhrturm (Torre Civica) steht über einem quadratischen Grundriss von etwa 9 × 9 m. Er wurde zwischen 1492 und 1653 gebaut und sollte der höchste in den Marken werden. An der traditionsreichen Universität kann man Jura, Philosophie, Pädagogik, Fremdsprachen sowie Politik- und Wirtschaftswissenschaften studieren.
Rechts vom Stadtturm verläuft eine steile mittelalterliche Treppe, die Piaggia della Torre, auch Scalette genannt. An ihrem Ende gelangt man auf die Piazza Mazzini, wo früher der Stadtmarkt abgehalten wurde. Heute ist jeden Mittwoch Markttag.
An der Piazza Mazzini befindet sich das Sferisterio von Macerata, das zwischen 1819 und 1829 in erster Linie als Sportstätte für das Pallone-Spiel erbaut wurde. Als es noch keinen Fußball gab, war dieses Spiel zwischen 1600 und 1900 die beliebteste Sportart in Italien. Ende Juli/Anfang August wird im Sferisterio ein europaweit bekanntes Opernfestival veranstaltet. Einzelne Opernproduktionen, für die diese Arena zu groß ist, werden mittlerweile auch im Teatro Laro Rossi gezeigt. Das Theater wurde 1989 grundlegend renoviert und hat seitdem 550 Plätze.

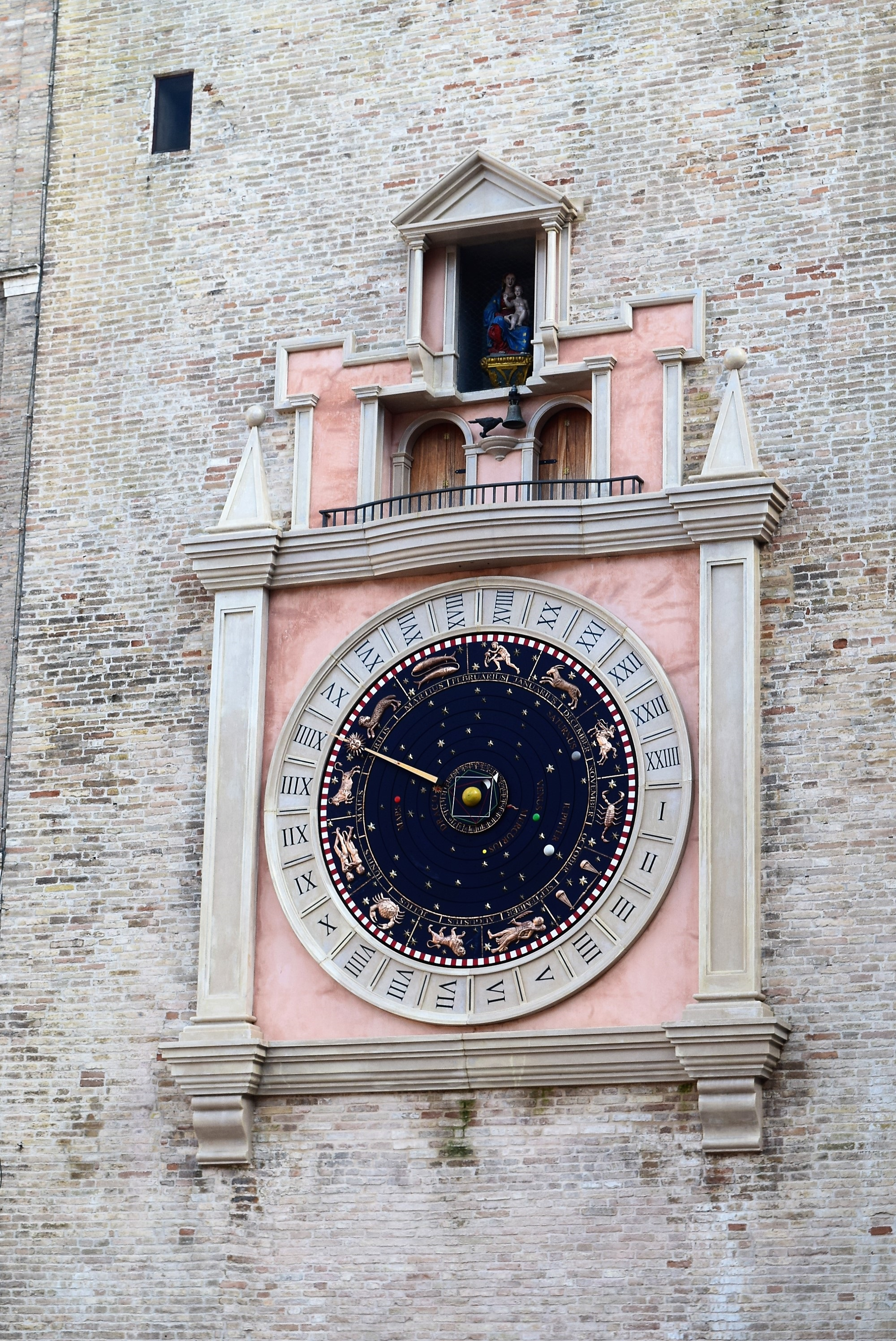
Astronomische Uhr an der Piazza della Libertà

Nicht weit vom Sferisterio steht die 1459 bis 1464 erbaute Kathedrale mit dem 1467 bis 1478 errichteten Campanile. Schutzpatron von Macerata ist der heilige Julianus. Sein Arm wird als Reliquie in der Kathedrale aufbewahrt und sein Gedenktag am 31. August mit einem großen Stadtfest begangen.
Neben dem Dom steht die kleine Basilica Santa Maria della Misericordia. Nach der Überlieferung soll eine kleine Kapelle an einem einzigen Tag (4. August 1447) erbaut worden sein, um zur Bekämpfung der Pest die Hilfe der heiligen Madonna zu erflehen. 1735/1741 wurde die kleine Kirche dann vom berühmten Architekten Luigi Vanvitelli zu ihrer heutigen Größe und Gestalt um- und ausgebaut.
Ein weiterer touristischer Anziehungspunkt ist die Stadtmauer von Macerata.

## Weitere Einrichtungen
- Universität Macerata
- Das Bistum Macerata hat seinen Sitz in Macerata

## Städtepartnerschaften
Partnerstädte von Macerata sind
- Weiden in der Oberpfalz, Deutschland, seit 1963
- Issy-les-Moulineaux, Frankreich, seit 1982
- Floriana, Malta, seit 2007
- Kamez, Albanien, seit 2011

## Söhne und Töchter der Stadt
- Matteo Ricci (1552–1610), Jesuitenpater, der in China während der Ming-Dynastie wirkte
- Gabriele Filippucci (1631–1706), Kardinal
- Giovanni Mario Crescimbeni (1663–1728), Dichter und Historiker
- Domenico Annibali (1700/05–1779), Opernsänger
- Simone Buonaccorsi (1708–1776), Kardinal
- Guglielmo Pallotta (1727–1795), Kardinal der katholischen Kirche
- Giovanni Francesco Compagnoni Marefoschi (1757–1820), Kurienbischof
- José Maria Macerata (1779–1845), Prälat von Cuiabá
- Giuseppe Ugolini (1783–1867), Kurienkardinal
- Lauro Rossi (1812–1885), Komponist
- Giuseppe Gariboldi (1833–1905), Flötist und Komponist
- Giuseppe Tucci (1894–1984), Orientalist
- Lino Liviabella (1902–1964), Komponist
- der unter dem Künstlernamen Scipione bekannte Gino Bonichi (1904–1933), Maler und Schriftsteller
- Franco Graziosi (1929–2021), Schauspieler
- Quarto Pianesi (1940–2022), Hockeyspieler
- Giuseppe Brizi (1942–2022), Fußballspieler und -trainer
- Dante Ferretti (* 1943), Szenenbildner
- Stefano Scodanibbio (1956–2012), Kontrabassist und Komponist, der hier jährlich ein Festival zeitgenössischer Musik organisierte
- Laura Boldrini (* 1961), Journalistin und Politikerin, Präsidentin der Abgeordnetenkammer
- Sandro Salvucci (* 1965), römisch-katholischer Geistlicher, Erzbischof von Pesaro
- Andrea Andreozzi (* 1968), römisch-katholischer Geistlicher und Bischof von Fano-Fossombrone-Cagli-Pergola
- Jacopo Torregrossa (* 1983), Linguist
- Camila Giorgi (* 1991), Tennisspielerin
- Eleonora Ciabocco (* 2004), Radrennfahrerin

### Im Ort lebten und wirkten
- Anton von Cavallar (um 1775–1831), altösterreichischer Diplomat und Hofbeamter
- Anna Arfelli Galli (1933–2019), Medizinerin und Entwicklungspsychologin
- Giuseppe Galli (1933–2016), Mediziner und Gestaltpsychologe